# Pelsanjärvi
Pelsanjärvi är en sjö i Finland. Den ligger i kommunen Enare i landskapet Lappland, i den norra delen av landet, 1 000 km norr om huvudstaden Helsingfors. Pelsanjärvi ligger 209,5 meter över havet. Arean är 32,3 hektar och strandlinjen är 5,96 kilometer lång. Sjön  ingår i Neidenälvens huvudavrinningsområde.   Omgivningarna runt Pelsanjärvi är i huvudsak ett öppet busklandskap.
I övrigt finns följande vid Pelsanjärvi:
- Iso-Pelsa (en kulle)